# 호경여당

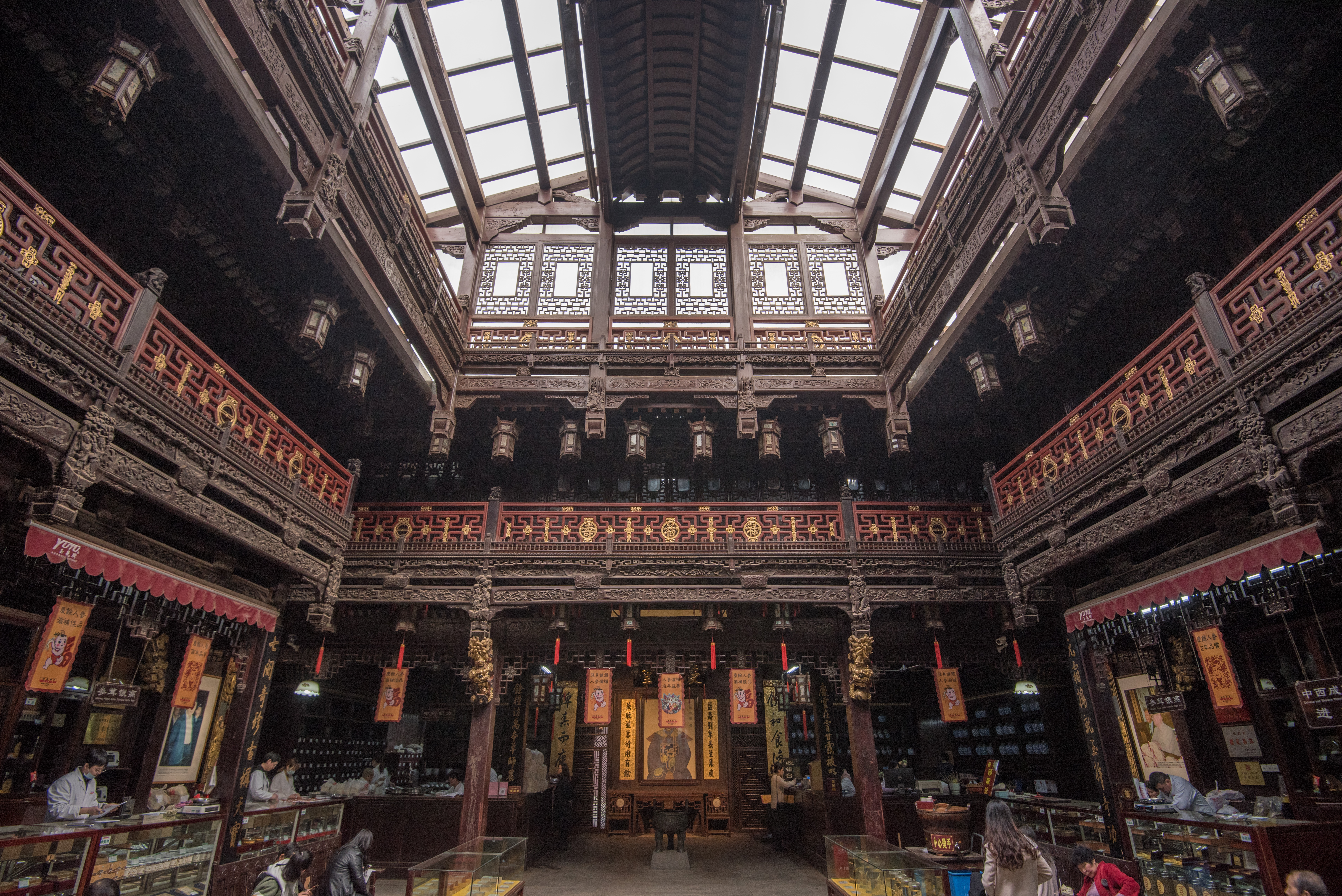
항저우의 호경여당

호경여당(중국어 간체자: 胡庆余堂, 정체자: 胡慶餘堂, 병음: Huqingyutang)은 중화인민공화국의 노자호 약국, 제약회사, 진료소이다. 청나라 말기의 실업가로 홍정상인(紅頂商人)이라고 불리던 호설암이 1874년(동치 13년)에 문을 연 의료원이다.

## 개요
본당은 1874년에 문을 열었으며, 저장성 항저우시 상청구에 있는 서호를 따라 청하방 대정항(大井巷)에 위치해 있다. 중국 본토뿐만 아니라 해외 화교들 사이에서도 지명도와 신뢰성을 인정받았기 때문에 ‘강남약왕’(江南藥王)이라는 별칭이 붙었다. 베이징시의 노자호인 동인당과 인기를 양분하는 유명한 약점이다. ‘경여구심환’(慶余救心丸)이나 ‘피온단’(避瘟丹) 등의 약이 유명하다.
호설암은 전장에서 일하며 사업체를 일으켜, 항주지사였던 왕유령의 조력 하에 부강전장을 창립했다. 이어 금융, 부동상, 식료, 운수 등으로 사업을 확장했다. 좌종당의 신임을 얻어 정상으로 활약하였으며, 동치 13년 호경여당을 창업했다. 면적은 3000평방미터였고, 당시 은 30만냥이 들어갔다. 중국 강남 지방의 건축 양식으로 항저우시 하방가 남산로에 건축되었다. 회반죽으로 칠해진 벽면에 검게 큰 글자로 후경여당이라는 글자가 쓰여져 있다. 이 광고선전은 민국기에 제작되었다. 호설암은 이후 정쟁에 휘말려 재산을 모두 잃고 파산하게 되었지만, 호경여당만은 현재까지 남은 유일한 가게가 되어 그의 위업을 지금껏 전해주고 있다.
약은 인명과 관련된 것으로 가짜를 응징하는 ‘계기’(戒欺)라는 말을 호설암 스스로 정했다. 처음에는 〈경여당〉(慶餘堂)이라는 명칭이었지만, 항저우 사람들이 호설암을 기려 그의 성 호(胡)를 붙여 현재의 호경여당으로 전해져 내려오고 있다.
이곳에서는 현재도 제약과 문진을 하고 있다. 전문의가 진료하여 처방한 약을 구입할 수 있다. 또한 박물관으로서도 기능하고 있어 참관자는 부담없이 입장하여 처방전이 필요 없는 약을 구입할 수 있다.
일본에서도 대리점을 통해 의료용 한방엑기스 제제 등을 판매하고 있다.

## 같이 보기
- 호설암
- 서호